# First Knight
First Knight er en historisk dramafilm fra 1995, der er baseret på legenden om Kong Arthur. Den blev instrueret af Jerry Zucker, og den har Sean Connery som kong Arthur, Richard Gere som Lancelot, Julia Ormond som Guinevere og Ben Cross som Malagant.
Filmen følger Lancelots romance med Lady Guinevere af Leonesse, der skal giftes med kong Arthur på Camelot, mens landet trues af ridderen Malagant. Filmen er bemærkelsesværdig blandt film baseret på Arthur-legenden, da den ikke indeholder nogle magiske elementer, men i stedet trækker på Chrétien de Troyes' værker om Arthur til plottet, og har en stor aldersforskel mellem Arthur og Guinevere.
Den fik blandede anmeldelser, men var en finansiel succes.

## Medvirkende
- Sean Connery som Arthur
- Richard Gere som Lancelot
- Julia Ormond som Guinevere
- Ben Cross som Malagant
- Liam Cunningham som Sir Agravain
- Christopher Villiers som Sir Kay
- Valentine Pelka som Sir Patrise
- Colin McCormack som Sir Mador
- Ralph Ineson som Ralf
- John Gielgud som Oswald
- Stuart Bunce som Peter
- Jane Robbins som Elise
- Jean Marie Coffey som Petronella
- Paul Kynman som Mark
- Tom Lucy som Sir Sagramore
- John Blakey som Sir Tor
- Robert Gwyn Davin som Sir Gawaine
- Alexis Denisof som Sir Gaheris
- Daniel Naprous som Sir Amant
- Jonathan Cake som Sir Gareth
- Paul Bentall som Jacob